# Bourgeonal
Bourgeonal ist ein aromatischer Aldehyd, der in der Parfümherstellung verwendet wird.

## Gewinnung und Darstellung
Eine frühe Synthese geht vom tert-Butylbenzol aus, welches in Gegenwart von Bortrifluorid-Etherat und Titantetrachlorid mit Acrolein alkyliert wird.

## Eigenschaften
Bourgeonal ist bei Raumtemperatur eine hellgelbe Flüssigkeit. Sein Geruch erinnert an Maiglöckchen und wird auch als blumig, wässrig, grün und aldehydisch beschrieben. Bourgeonal ist giftig beim Verschlucken und kann bei Hautkontakt Reizungen und Sensibilisierung hervorrufen.

## Biologische Bedeutung
2003 zeigte eine In-vitro-Studie, dass einer der auch in der Zellmembran menschlicher Spermatozoen vorkommenden Geruchsrezeptoren – der Rezeptor hOR17-4 (bzw. OR1D2) – unter anderem auf Bourgeonal anspricht.
Über diesen Rezeptortyp können via einer Signal-Kaskade besondere Calcium-Ionenkanäle der Spermien (CatSper-Kanäle) geöffnet werden, die daraufhin doppelt so schnell schwimmen. Daher wurde vermutet, dass Bourgeonal für die Chemotaxis der Spermien eine Rolle spiele und als eine Art Lockstoff daran beteiligt sei, ein Spermium zur Eizelle zu führen.
Spätere Untersuchungen der menschlichen Geruchsschwelle für verschiedene Riechstoffe zeigten 2010, dass Bourgeonal im Durchschnitt von Männern empfindlicher wahrgenommen wird als von Frauen. Mit der Hypothese, dass männliche Individuen einen selektiven Vorteil hätten, wenn sie – sowohl in den Spermien als auch in der Riechschleimhaut – mehr OR1D2-Rezeptoren exprimierten, wurde dies als Bestätigung der spermienattraktiven Wirkung von Bourgeonal verstanden. Vor ähnlichem Hintergrund ist auch von einem „Maiglöckchen-Phänomen“ gesprochen worden.
Allerdings legen Studien von 2012 nahe, dass neben Bourgeonal auch verschiedene andere Stoffe die Beweglichkeit von Spermien steigern können; insbesondere gilt dies für Progesteron, das tatsächlich in wirksamer Menge im Vaginalsekret vorkommt. Progesteron jedoch kann seine Wirkung ohne Vermittlung eines Geruchsrezeptors entfalten, indem es direkt den spezifischen CatSper-Ionenkanal aktiviert.

## Sicherheitshinweise
Bourgeonal wurde 2015 von der EU gemäß der Verordnung (EG) Nr. 1907/2006 (REACH) im Rahmen der Stoffbewertung in den fortlaufenden Aktionsplan der Gemeinschaft (CoRAP) aufgenommen. Hierbei werden die Auswirkungen des Stoffs auf die menschliche Gesundheit bzw. die Umwelt neu bewertet und ggf. Folgemaßnahmen eingeleitet. Ursächlich für die Aufnahme von Bourgeonal waren die Besorgnisse bezüglich der möglichen Gefahr durch reproduktionstoxische Eigenschaften. Die Neubewertung wurde zurückgezogen.